# Piotr Pyrdoł
Piotr Pyrdoł (Łódź, 27 de abril de 1999) es un futbolista polaco que juega de centrocampista en el Pogoń Siedlce de la I Liga de Polonia.

## Carrera
Pyrdoł fue un producto temprano de la academia UKS SMS Łódź, especializada en el desarrollo del deporte base en el voivodato homónimo. Con quince años ficharía por el ŁKS Łódź, jugando inicialmente en la cantera del club hasta finalmente debutar con el primer equipo en la III Liga. Piotr Pyrdoł jugaría un papel crucial en los dos ascensos que llevaron al ŁKS Łódź a la máxima categoría del fútbol polaco siete años después, siendo junto al Raków Częstochowa los dos clubes promocionados para disputar la temporada 2019/20. El 15 de septiembre de 2019 disputaría su primer encuentro en primera división en la derrota frente al Pogoń Szczecin por 1-0, siendo desde entonces un habitual para el técnico Kazimierz Moskal y una de los futbolistas más prometedores del ŁKS Łódź, atrayendo a varios equipos dispuestos a fichar al centrocampista lodzense en el mercado de invierno. El 10 de enero de 2020 se oficializaría su traspaso al Legia de Varsovia de la capital polaca por una cifra cercana a 70 000 €. Sin embargo, la ausencia de minutos motivó su salida al Wisła Płock en el mercado de verano del mismo año, marchándose al club mazoviano aunque con opción a recompra por parte del Legia. Tras pasar la mitad de la temporada cedido en el Stomil Olsztyn, el 3 de febrero de 2022 se anunció su salida del Wisła para firmar por el Skra Częstochowa de la I Liga de Polonia.